# Klasztor Dochiariu
Klasztor Dochiariu (grec.: Μονή Δοχειαρείου) – jeden z klasztorów na Górze Athos. Położony jest w środkowej części półwyspu, po jego zachodniej stronie. Zajmuje dziesiąte miejsce w atoskiej hierarchii. Klasztor założony w X wieku przez Eutymiusa ucznia Ataniosa (Αθανάσιος ο Αθωνίτης). Poświęcony został archaniołom Michałowi i Gabrielowi.
Klasztor ma 12 kaplic.
W bibliotece klasztornej przechowywanych jest 545 rękopisów, spośród których 62 sporządzonych zostało na pergaminie, ponadto ponad 5 000 drukowanych ksiąg.
W klasztorze mieszka około 30 mnichów.